# Pragnę cię
Pragnę cię (ang. I Want You) – brytyjski dramat obyczajowy z 1998 roku w reżyserii Michaela Winterbottoma. Zdjęcia do filmu kręcono w Dungeness oraz w porcie w Folkestone w angielskim hrabstwie Kent.

## Opis fabuły
Akcja toczy się w nadmorskiej miejscowości Haven, na południu Anglii. Główna bohaterka, piękna Helen prowadzi zakład fryzjerski. Jej chłopak Bob jest didżejem w lokalnym radiu. W Helen zakochany jest też 14-letni niemowa Honda. Pewnego dnia w miasteczku pojawia się dawny przyjaciel dziewczyny, Martin, który z jej winy spędził 9 lat w więzieniu za morderstwo, którego nie popełnił. Ma zakaz zbliżania się do Helen, jednak chce odświeżyć więź ze swoją dawną dziewczyną. Honda, który ma zwyczaj potajemnego nagrywania rozmów innych ludzi na taśmę magnetofonową staje się świadkiem kilku konfliktów, w tym również pomiędzy Martinem a Helen.

## Obsada
- Rachel Weisz - Helen
- Alessandro Nivola - Martin
- Luka Petrušić - Honda
- Łabina Mitewska - Smokey
- Paul Popplewell - Mężczyzna z budki telefonicznej
- Ben Daniels - Bob
- Graham Crowden - Starzec
- Geraldine O'Rawe - Sonja
- Julian Rivett - Billy
- Carmen Ejogo - Amber